# Condado de Custer (Idaho)
O Condado de Custer é um dos 44 condados do Estado americano do Idaho. A sede do condado é Challis, que é também a sua maior cidade. O condado tem uma área de 12 786 km² (dos quais 42 km² está coberto por água), uma população de 4342 habitantes, e uma densidade populacional de 0,34 hab/km² (segundo o censo nacional de 2000). O condado foi fundado em 1881. Recebeu o seu nome como homenagem ao general George Armstrong Custer.